# Église Saint-Denis de Briis-sous-Forges
L'église Saint-Denis de Briis-sous-Forges est une église paroissiale catholique, dédiée à saint Denis, située dans la commune française de Briis-sous-Forges et le département de l'Essonne.

## Historique
L'église est bâtie par les moines de l'abbaye de Saint-Denis. L'église est datée du XIe siècle et XIIe siècle et possède à la fois des caractères de l'art roman et de l'art gothique. 
Depuis un arrêté du 1er mars 1958, l'église est inscrite au titre des monuments historiques. Cet arrêté est remplacé par un arrêté d'inscription plus global le 18 avril 2019.

## Description
Le clocher carré à 3 étages mesure 39 m. 
L'église conserve un maître-autel baroque du XVIIe siècle et également une statue d'un prêtre bienheureux victime des massacres de septembre, Robert de Biis. 

## Pour approfondir